# Ayuntamiento de Cirebon

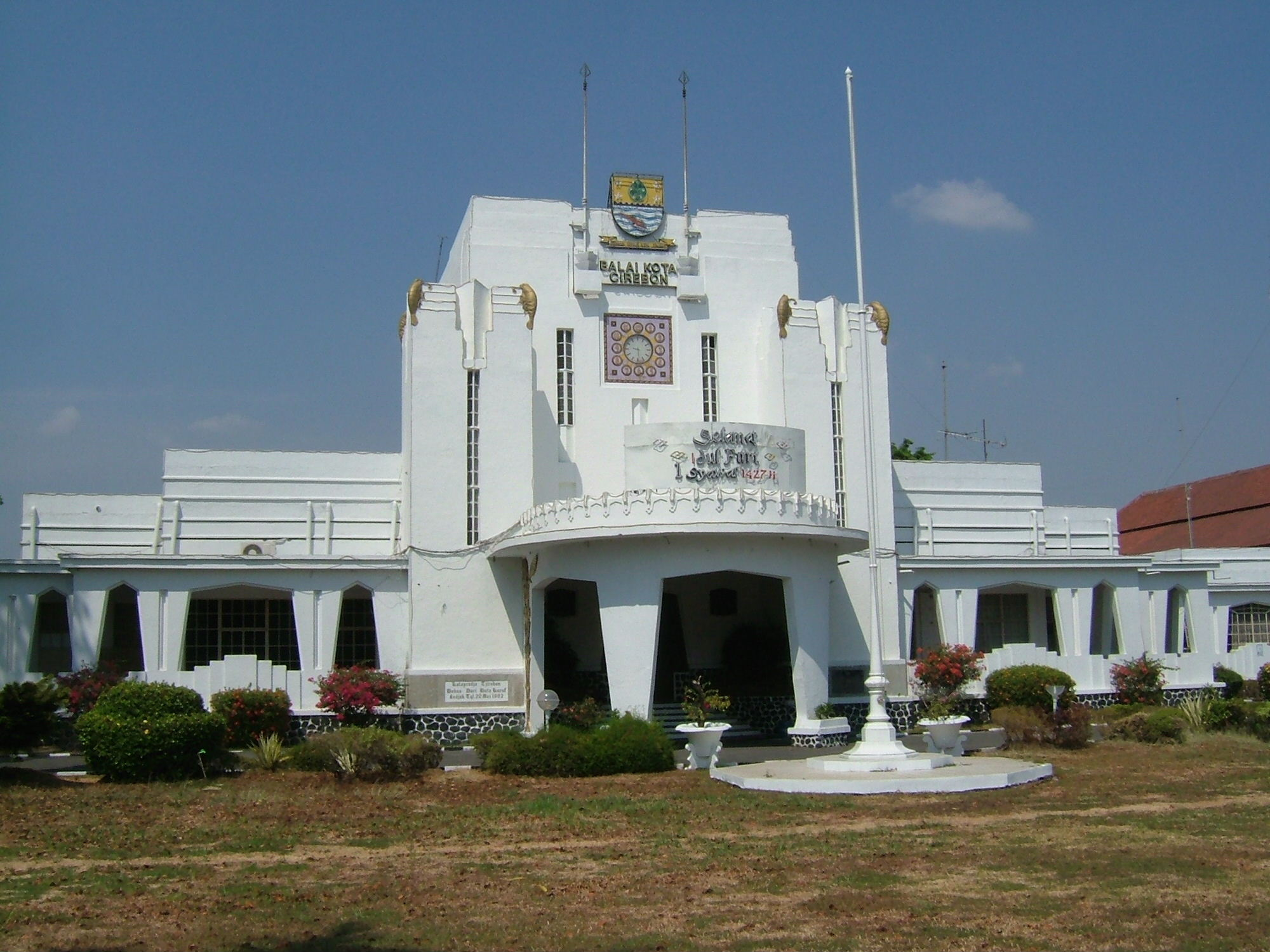
Fachada frontal del Ayuntamiento de Cirebon.

El ayuntamiento de Cirebon (en indonesio Balai Kota Cirebon) es un ayuntamiento en la ciudad de Cirebon, Indonesia. El edificio muestra la implementación del estilo de la Escuela Holandesa de Amsterdam en las Indias Orientales Holandesas coloniales, ahora Indonesia.

## Historia

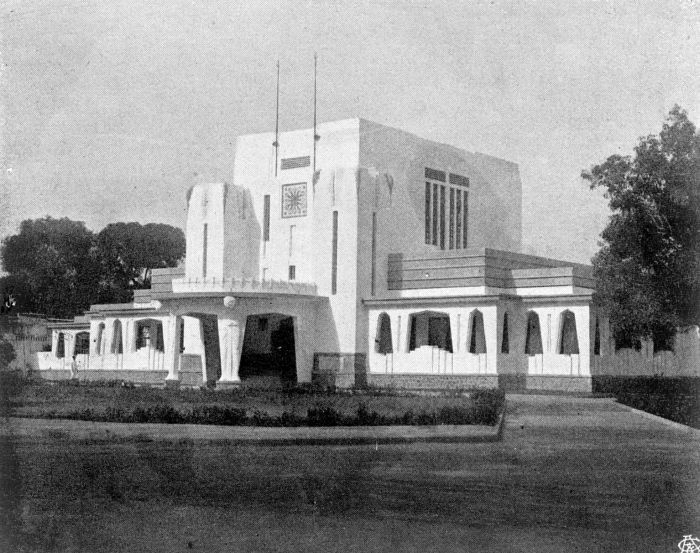
1927 foto del Ayuntamiento de Cirebon.

Está diseñado por Joost Jacob Jiskoot (1896-1987) en Art Deco con una fuerte influencia del estilo de la Escuela de Ámsterdam. Otra fuente dice que el arquitecto fue HP Hamdl y CF Koll. La primera piedra se colocó el 26 de junio de 1926. La construcción física del edificio comenzó el 1 de julio de 1926 y finalizó el 1 de septiembre de 1927. Se utilizó para el ayuntamiento de la ciudad colonial de Cheribon (también Cirebon) desde 1927. También fue utilizado como lugar de reunión y bodas para los europeos durante el período colonial.
Durante la administración militar japonesa hasta el momento de la independencia, se convirtió en el centro del gobierno de la ciudad de Cirebon.

## Arquitectura
Son tres edificios separados, el edificio principal y edificios complementarios en el ala izquierda y derecha. Al frente del edificio principal hay un pórtico semicircular. Varios adornos de vidrieras y decoración de lámparas que muestran la influencia de Nieuwe Kunst y Amsterdam School. La fachada del edificio está decorada con esculturas de gambas diseñadas por el escultor Anthon Maas, una referencia a la próspera industria camaronera de la ciudad, así como el apodo de la ciudad 'Kota Udang' ("ciudad camaronera").
El edificio Art Deco muestra una fuerte influencia del movimiento de la Escuela de Amsterdam, evidente en las fuertes formas expresionistas en los adornos escultóricos y la expresiva forma cónica en la doble fachada (la doble fachada es característica de la arquitectura tropical) y el uso de materiales originales.

## Joost Jacob Jiskoot
Jiskoot fue director del Departamento de Obras Públicas de Cirebon City en 1924. Durante la ocupación japonesa de Indonesia, fue director de la empresa de ingeniería y construcción Associatie Selle & de Bruyn, Reyerse & de Vries, con sede en Batavia (Yakarta). Durante este período, diseñó la residencia del alcalde de Makassar (Ujung Pandang).
En el período posterior, se registró el establecimiento de la empresa de ingeniería y construcción Associatie NV Djakarta en 1949. La empresa existió hasta 1957, cuando se nacionalizaron todas las empresas en Indonesia.